# Hieracium kukulense
Hieracium kukulense là một loài thực vật có hoa trong họ Cúc. Loài này được (Wol>l. & Zahn) Schjak. mô tả khoa học đầu tiên.